# Шамка (приток Тёши)

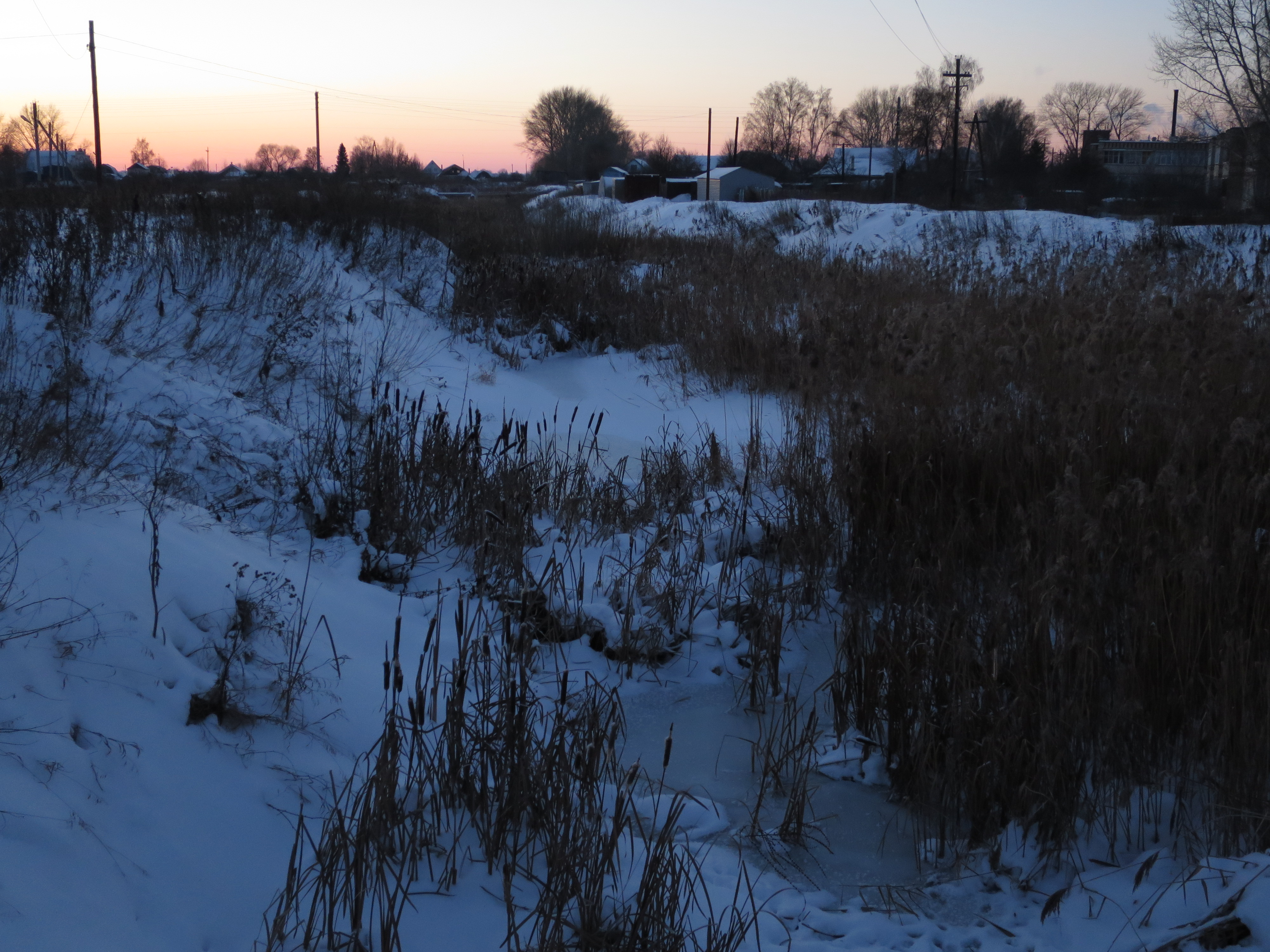
Река Шамка, скованная морозом −26°C

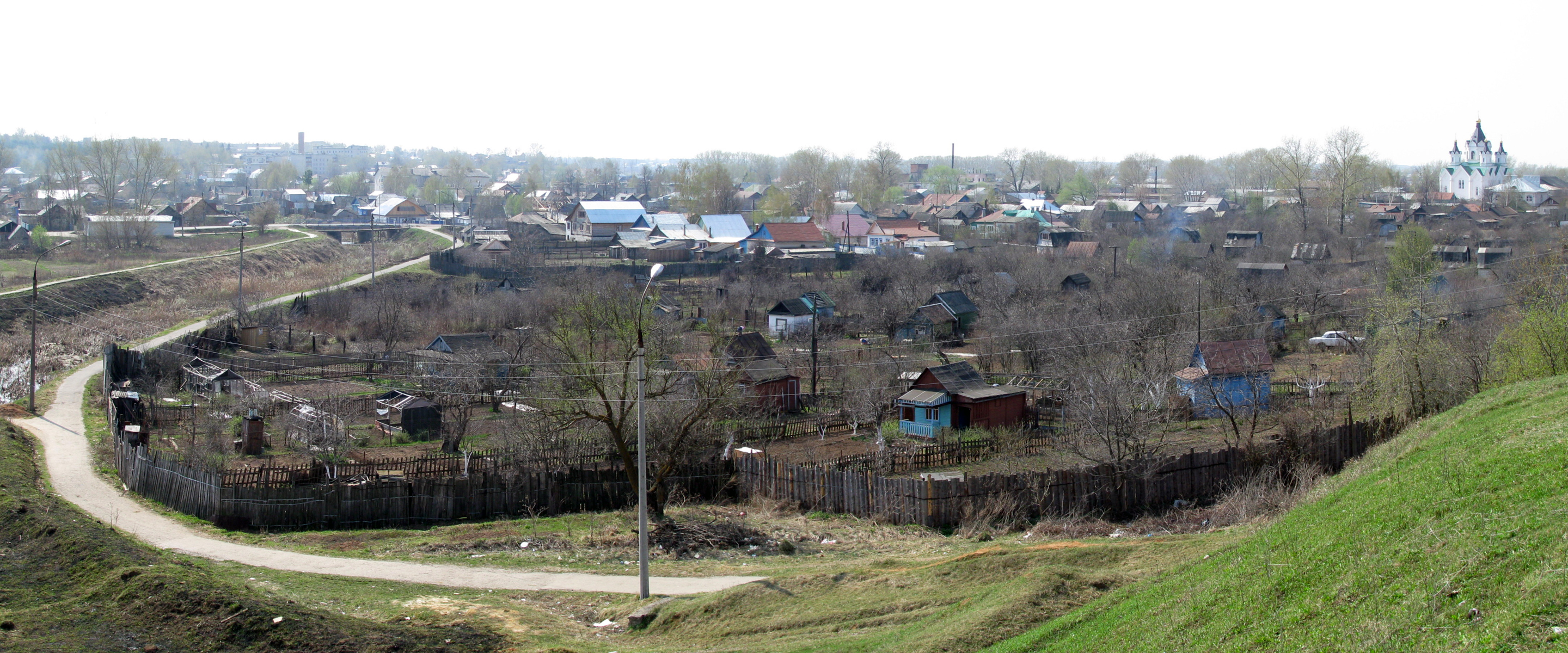
Вид с возвышенности на реку Шамка

Река Шамка в городе Арзамасе в зимний период

Шамка — река в России, протекает в Арзамасском районе Нижегородской области. Устье реки находится в 212 км по правому берегу реки Тёша. Длина реки составляет 13 км.
Исток реки в урочище Нусатский Лес в 10 км к востоку от центра города Арзамас. Река течёт на запад, в верховьях течёт по лесу, в среднем течении по территории села Кирилловка, примыкающего с востока к Арзамасу, в нижнем течении течёт по южной части Арзамаса, где и впадает в Тёшу. В межень пересыхает.

## Данные водного реестра
По данным государственного водного реестра России относится к Окскому бассейновому округу, водохозяйственный участок реки — Тёша от истока и до устья, речной подбассейн реки — Бассейны притоков Оки от Мокши до впадения в Волгу. Речной бассейн реки — Ока.
По данным геоинформационной системы водохозяйственного районирования территории РФ, подготовленной Федеральным агентством водных ресурсов:
- Код водного объекта в государственном водном реестре — 09010300212110000030533
- Код по гидрологической изученности (ГИ) — 110003053
- Код бассейна — 09.01.03.002
- Номер тома по ГИ — 10
- Выпуск по ГИ — 0